# Combat des Açores
Guerre anglo-espagnole (1585-1604)
Batailles
- San Juan de Ulúa
- Saint-Domingue
- Carthagène des Indes (en)
- Saint-Augustine
- Puerto Caballos (1er) (en)
- San Mateo (en)
- Guadeloupe (en)
- San Juan (1re) (en)
- Pinos (en)
- San Juan (2e) (en)
- Portobello (en)
- Puerto Caballos (2e) (en)

Açores et îles Canaries :
- Bataille des Açores
- Île Terceira
- Flores
- Las Palmas (en)
- Ferrol - Açores (en)

Eaux européennes :
- Cadix (1er)
- Calais - Gravelines
- La Corogne - Lisbonne
- Détroit de Gibraltar (1er) (en)
- Détroit de Gibraltar (2e) (en)
- Berlengas (en)
- Golfe d'Almería (en)
- Golfe de Gascogne (en)
- Cornouailles
- Cadix (2e)
- Sesimbra (en)
- Dover Strait (en)
- Golfe de Cadix (en)

Allemagne et Pays-Bas :
- Mons
- Goes
- Haarlem
- Schoonhoven (en)
- Gembloux
- Rijmenam
- Noordhorn
- Eindhoven (en)
- Arnhem (en)
- Zutphen
- L'Écluse (en)
- Berg-op-Zoom
- Rheinberg (en)
- Breda
- Deventer
- Groenlo (1er)
- Lippe (en)
- Turnhout
- Bredevoort (en)
- Groenlo (2e)
- Nieuport
- Ostende

France :
- Arques
- Paris
- Rouen
- Craon
- Blaye
- Fort Crozon
- Le Catelet
- Doullens
- Calais (2e) (en)
- Amiens

Irlande :
- Carrigafoyle
- Smerwick (en)
- Côte ouest irlandaise
- Kinsale
- Castlehaven (en)

Le combat des Açores est une bataille navale livrée au large des Açores le 31 août 1591, pendant la guerre anglo-espagnole de 1585-1604.

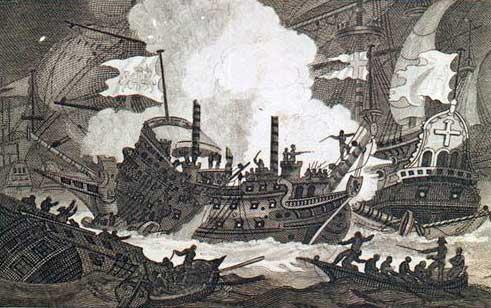
La fin du Revenge (James Cundee)

## Déroulement
Seize navires anglais commandés par Lord Thomas Howard sont repoussés de Flores par la flotte espagnole, composée des 53 bâtiments d'Alonso de Bazán (es). Isolé et attaqué par une quinzaine de navires ibériques, le Revenge, le navire de Francis Drake pendant les combats de l'Invincible Armada, oppose pendant près de quinze heures une résistance homérique et ne se rend qu'à la dernière extrémité. Son héroïque capitaine, le vice-amiral Sir Richard Grenville, cousin de Walter Raleigh et vétéran de maints combats, dont ceux de l'Armada, meurt de ses blessures à bord du vaisseau amiral espagnol San Pablo.

## Notes et références

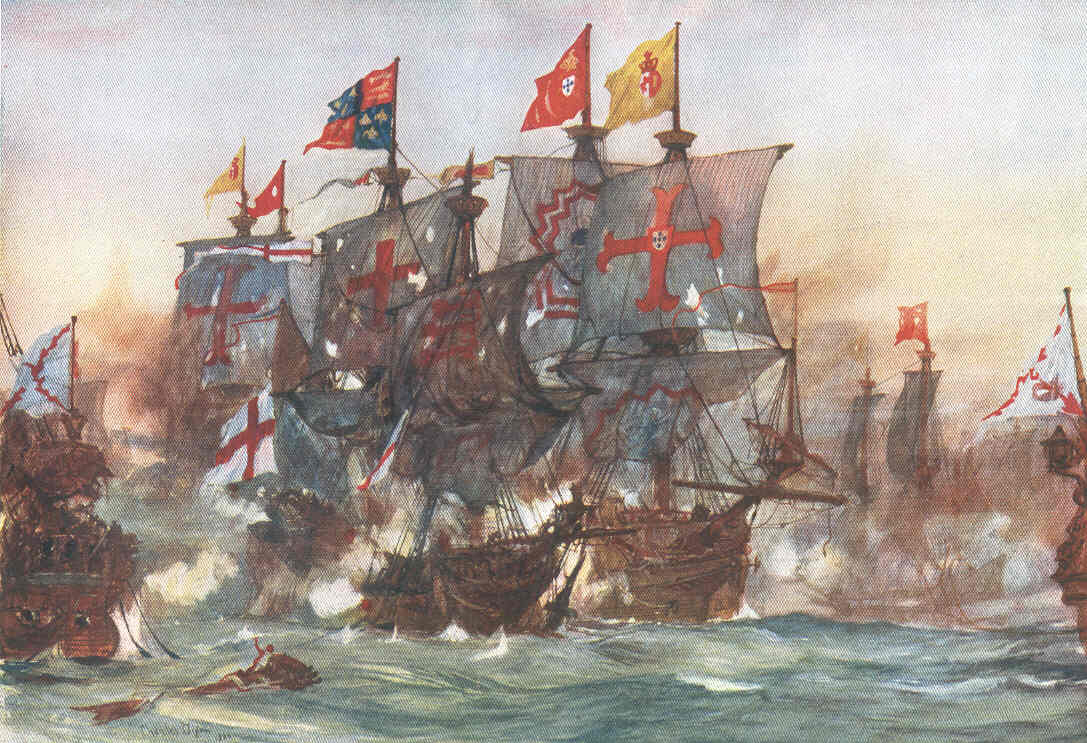
Le dernier combat du Revenge (Charles Dixon)